# Wicburg

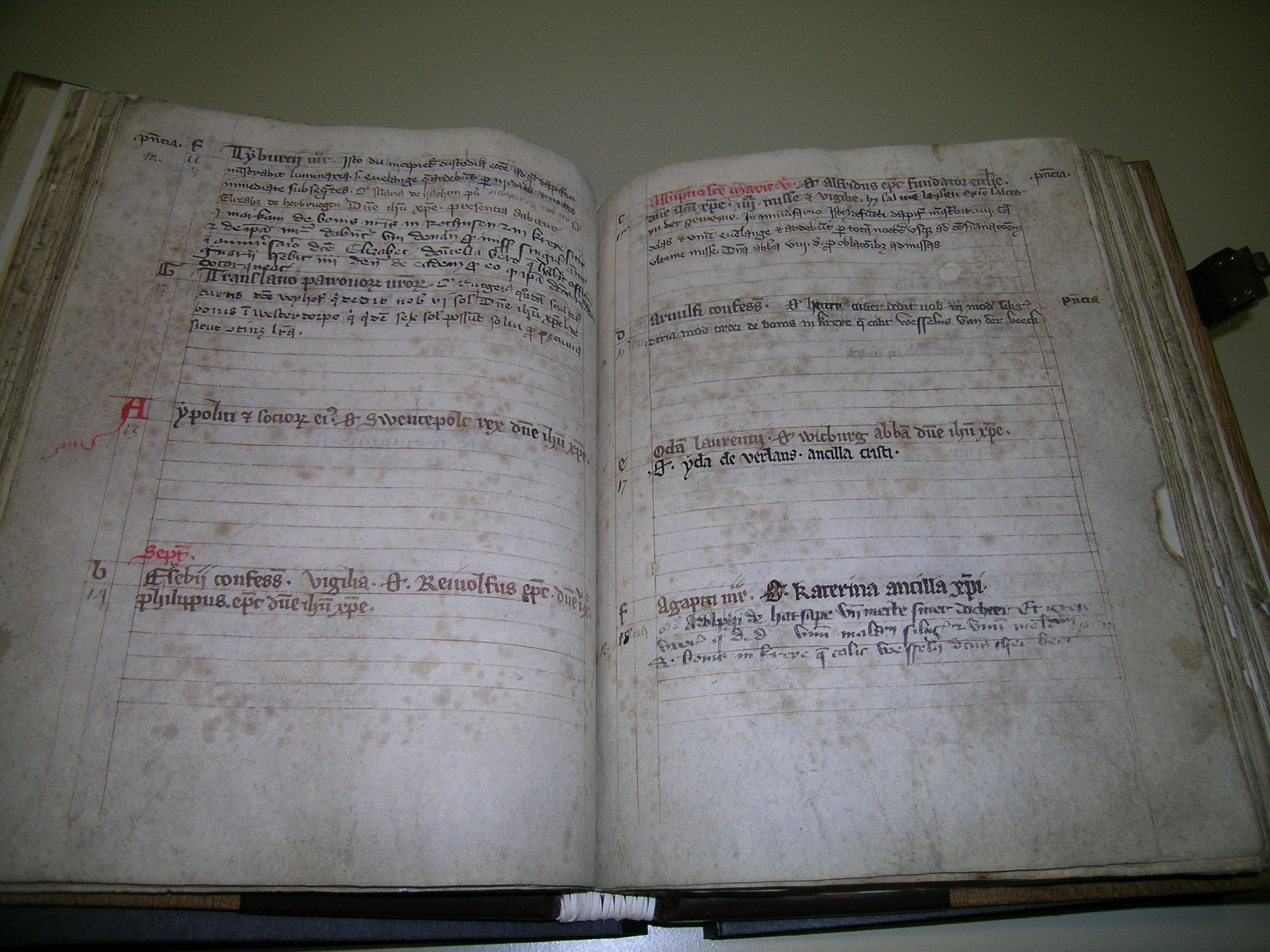
Essener Necrologhandschrift, aufgeschlagen ist der 17. August mit dem Eintrag für Wicburg abba

Wicburg († 17. August 906) war die vermutlich vierte Äbtissin des Stifts Essen.
Wicburg wurde vermutlich um 895 Äbtissin, nach einer frühneuzeitlichen Überlieferung soll ihre Vorgängerin Adalwi während des Pontifikat des Papstes Bonifatius VI. gestorben sein, der lediglich 895 für 15 Tage Papst war. Möglicherweise war Wicburg eine Verwandte des Bischofs Wigbert von Hildesheim und kam durch dessen Einfluss ins Amt, ob das Stift Essen nach dem Aussterben der Gründerdynastie um die Äbtissinnen Gersuith I., Gersuith II und den Hl. Altfrid, der Bischof von Hildesheim gewesen war, von diesem dem Bistum Hildesheim als Eigenkirche unterstellt worden war, ist strittig.
Wicburg ist die erste Essener Äbtissin, die durch eine zeitgenössische Urkunde belegt ist. Am Pfingstfest 898 empfing sie in Essen vom lotharingischen König Zwentibold den Oberhof Beeck. Intervenienten der Urkunde sind Oda, Zwentibolds Ehefrau, sowie ein „otto comes“ (Graf Otto), der aufgrund der verwandtschaftlichen Beziehungen als Odas Vater Otto „der Erlauchte“ aus dem Geschlecht der Liudolfinger identifiziert wird. Gerd Althoff hat nachgewiesen, das Wicburg und Adalwi in das Gebetsgedenken der Liudolfinger aufgenommen wurden, was auf gleichgerichtete Interessen des Stifts und der Liudolfinger bereits vor der Zeit der liudolfingischen Äbtissinnen Hathwig, Mathilde und Sophia spricht. Durch Vermittlung des liudolfingischen Familienstifts Stift Gandersheim gelang es Wicburg auch, eine Gebetsverbrüderung des Essener Stifts mit dem bedeutenden Kloster St. Gallen einzugehen.
Wicburg starb nach verschiedenen Nekrologen an einem 17. August, sehr wahrscheinlich im Jahr 906. Dieses Jahr hat der im 16. Jahrhundert tätige Werdener Geschichtsschreiber Heinrich Duden aus einer Quelle der Abtei Werden erschlossen.

## Einzelnachweis
1. ↑   Rheinisches Urkundenbuch, Ältere Urkunden bis 1100, Bd. 2 Nr. 162